# Mónica Chao
Mónica Chao Janeiro (Lugo) es una economista, consultora, docente y consejera de empresas española especializada en sostenibilidad empresarial. Fue reconocida con el Premio Nacional de Medio Ambiente y el Premio Europeo para Mujeres Innovadoras.

## Trayectoria
Se licenció en 1994 en Ciencias Económicas y Empresariales por la Universidad de Santiago de Compostela. A partir de 1996, cursó másters y programas de alta dirección para especializarse en gestión medioambiental, sostenibilidad y responsabilidad social corporativa en escuelas como Esage e IE. En 1996, se convirtió en consultora estratégica de PwC en el área de Global Risks.
Ha ocupado puestos de dirección en empresas como Mapfre, Carbon Clear, NH Hotel Group o Ikea. Además, ha estado involucrada en la directiva o consejos asesores de instituciones como el Programa de las Naciones Unidas para el Medio Ambiente, World Business Travel Association, Forética o la Fundación Biodiversidad. Se convirtió en profesora en ESADE, el IE Business School y la Universidad EOI.
En marzo de 2020, Mónica Chao crea la fundación WAS (Women, Action, Sustainability) que agrupa a mujeres que ocupan puestos directivos con el objetivo común de que la sostenibilidad llegue hasta el más alto nivel de decisión de las organizaciones y de la sociedad. Además, siguió desempeñando la dirección de su propia consultora, ACATIVA, y la labor de consejera en diferentes empresas.
En 2023, fue jurado de los X Premios MAS, junto con Carmen Vela y Antolín Sanz. Además, ha sido autora o coautora de diversos libros sobre sostenibilidad, diversidad y bienestar.

## Reconocimientos
En 2015 recibió el Premio Nacional de Medio Ambiente y en 2018 el Premio Europeo para Mujeres Innovadoras. Por sus aportes y análisis sobre cambio climático, y con motivo de la COP27, la redacción de LinkedIn eligió a Mónica Chao como una de las Top Voices Sostenibilidad de 2022. También fue reconocida como una de las Top 100 Mujeres Líderes en España.
En 2023 las socias fundadoras de Women, Action, Sustainability (WAS), de la cual Chao es presidenta, recibieron el premio León de El Español como mejor iniciativa social.  En 2024, su organización WAS fue galardona con el Premio ONES Efeverde 2024 por su aportación a la sostenibilidad y por ser una herramienta clave para potenciar el liderazgo femenino.

## Obra
- 2019 – Minuto para mí. Anuncios Diana. ISBN 978-8409124206.